# Tortus tokmakovae
Tortus tokmakovae är en djurart som tillhör fylumet slemmaskar, och som beskrevs av Chernyshev 1991. Tortus tokmakovae ingår i släktet Tortus och familjen Emplectonematidae. Inga underarter finns listade i Catalogue of Life.